# Condado de Perelada
El condado de Perelada es un título nobiliario español creado el 18 de julio de 1599 por el rey Felipe III a favor de Francisco Jofre de Rocabertí, señor de Requesens. Este título obtuvo la grandeza de España el 25 de febrero de 1704 otorgada por el rey Felipe V.
Su denominación hace referencia al municipio de Perelada,(oficialmente y en catalán Peralada), municipio español de la provincia de Gerona, situado en la comarca catalana del Alto Ampurdán. provincia de Gerona.

## Condes de Perelada

Escudo del municipio de Perelada

|                          | Titular                                             | Periodo                  |
| Concesión por Felipe III | Concesión por Felipe III                            | Concesión por Felipe III |
| ------------------------ | --------------------------------------------------- | ------------------------ |
| I                        | Francisco Jofre de Rocabertí                        | 1599-1634                |
| II                       | Francisco Dalmáu de Rocabertí                       | 1663-1644                |
| III                      | Ramón Dalmau de Rocabertí                           | 1644-1663                |
| IV                       | Martín Jofre de Rocabertí                           | 1664-1671                |
| V                        | Elisenda de Rocabertí                               | 1671-1672                |
| VI                       | Guillén de Rocafull y Rocabertí                     | 1672-1728                |
| VII                      | Juan Antonio de Boixadors y Rocabertí               | 1728-1744                |
| VIII                     | Bernardo Antonio de Boixadors y Rocabertí           | 1744-1755                |
| IX                       | Fernando de Boixadors y Rocabertí                   | 1755-1801                |
| X                        | Juana Ignacia de Boixadors y Rocabertí              | 1801-1863                |
| XI                       | Francisco Javier de Rocabertí de Dameto y Boixadors | 1863-1875                |
| XII                      | Tomás de Rocabertí-Boixadors Dameto y de Veri       | 1875-1898                |
| XIII                     | Juana Adelaida de Rocabertí y Dameto                | 1898-1899                |
| XIV                      | Juan Miguel Sureda y de Verí                        | 1903-1912                |
| XV                       | María Josefa Sureda y Fortuny                       | 1915-1955                |
| XVI                      | Antonio de Montaner y Sureda                        | 1957-1979                |
| XVII                     | Pedro de Montaner Cerdá                             | 1982-actual titular      |

## Historia de los Condes de Perelada

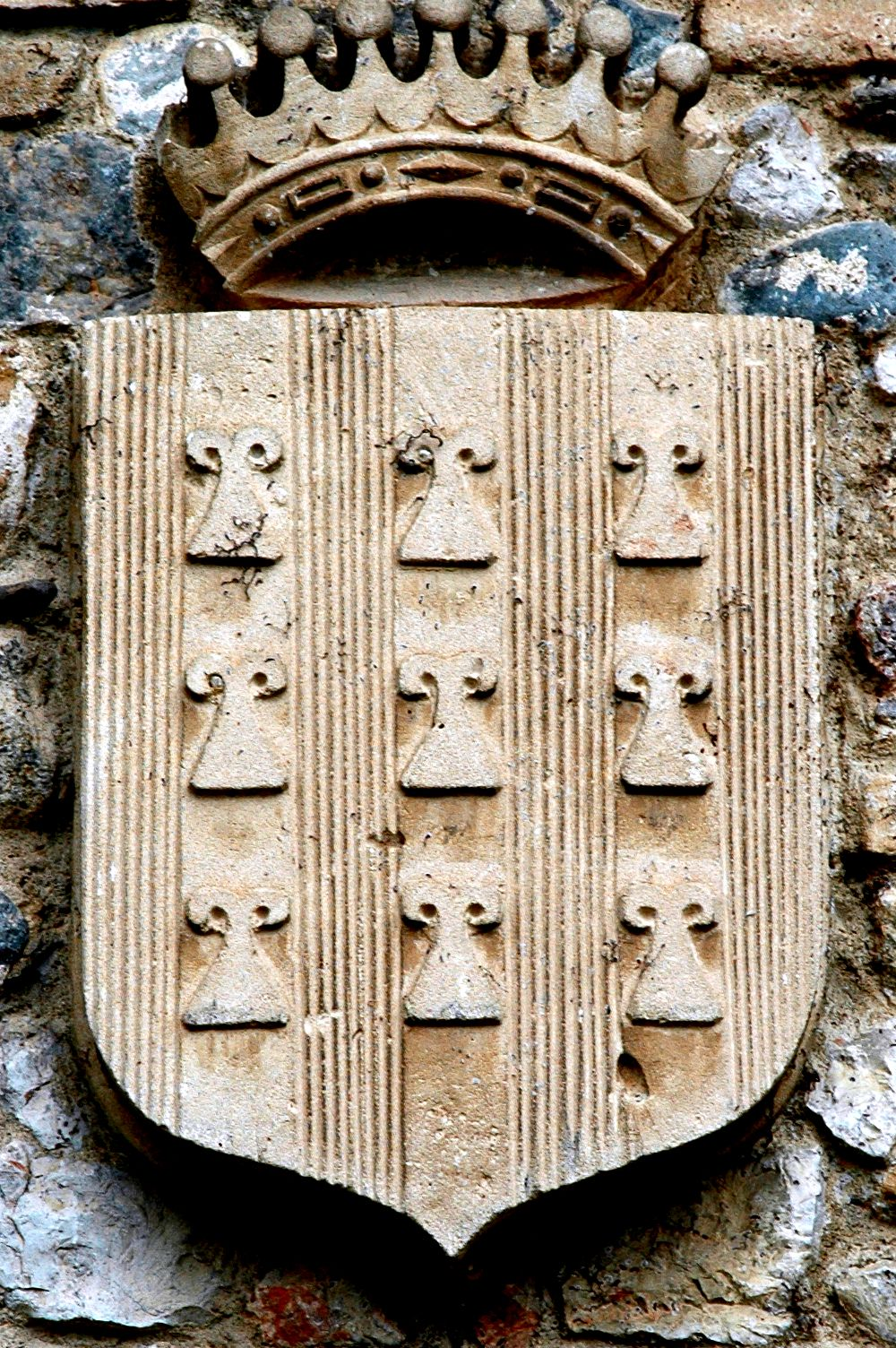
Escudo de los Rocabertí en el castillo de Peralada, con la corona condal

- Francisco Jofre de Rocabertí (1588-1634), I conde de Perelada[2] y vizconde de Rocabertí.

Casó, el 4 de julio de 1614, con Magdalena de Zaforteza. Le sucedió su hijo:
- Francisco Dalmau II de Rocabertí y de Zaforteza (m. 19 de julio de 1644), II conde de Perelada,[2]  II marqués de Anglesola, vizconde de Rocabertí.

Le sucedió su hermano:
- Ramón Dalmau I de Rocabertí y de Zaforteza (1621-1663), III conde de Perelada,[2] I marqués de Anglesola en 1645, vizconde de Rocabertí.

Le sucedió su hermano:
- Martín Jofre de Rocabertí (m. 27 de junio de 1671), IV conde de Perelada,[2] III marqués de Anglesola, vizconde de Rocabertí.

Casó en primeras nupcias, en 1664, con Teresa de Boixadors. Contrajo un segundo matrimonio, el 30 de noviembre de 1670, con Ana de Lanuza. Le sucedió su hermana:
- Elisenda de Rocabertí (m. 20 de junio de 1672), V condesa de Perelada,[2] IV marquesa de Anglesola, vizcondesa de Rocabertí.

Casó con Ramón de Rocafull-Puxmarín, II conde de Albatera. Le sucedió su hijo:
- Guillén de Rocafull y Rocabertí (m. 30 de octubre de 1728), VI conde de Perelada, grande de España en 1704,[2] XXXI vizconde de Rocabertí, III conde de Albatera,[3] V marqués de Anglesola y conde de Santa María de Formiguera.

Casó con María Antonia de Urrea y Heredia (m. 1726), marquesa de Vilueña. Sin descendientes. Le sucedió su primo carnal, hijo de Esclaramunda de Rocabertí, hermana de Elisenda, que había casado con Juan de Boixadors III conde de Zavellá:

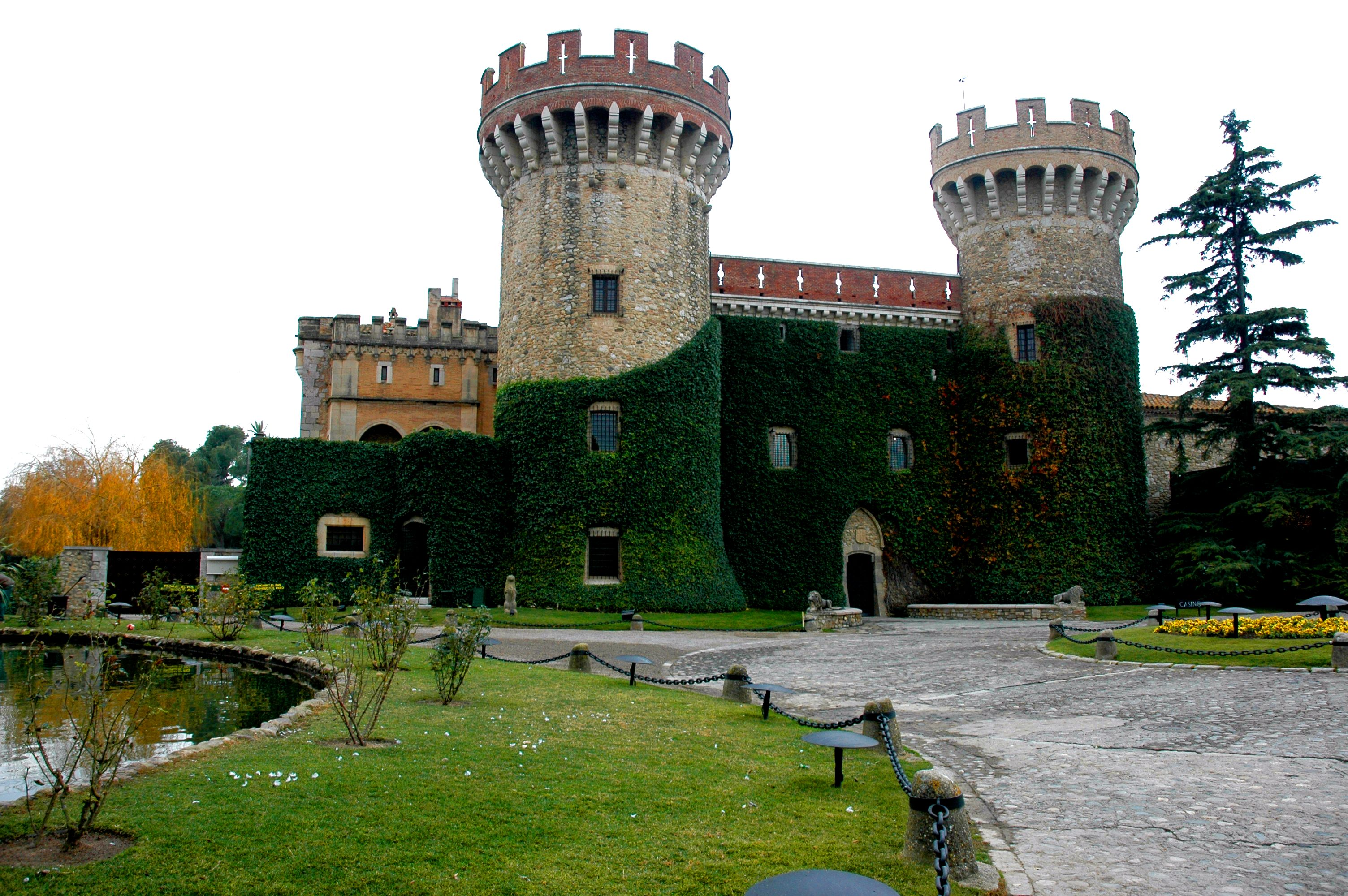
Castillo de Perelada

- Juan Antonio de Boixadors y Rocabertí (m. 12 de julio de 1744), VII conde de Perelada,[2] V conde de Zavellá, vizconde de Rocabertí, Baronía de Bunyolí|barón de Bunyolí[3] y VI marqués de Anglesola.

Casó en primeras nupcias, el 31 de julio de 1699, con Dionisia Sureda de San Martín. En segundas nupcias casó, el 30 de octubre de 1728, con Javiera de Berg Arrendorff. Le sucedió, de su primer matrimonio, su hijo:
- Bernardo Antonio de Boixadors y Rocabertí (1700-5 de noviembre de 1755), VIII conde de Perelada,[2] VII marqués de Anglesola, vizconde de Rocabertí.

Casó, el 2 de febrero de 1739, con Cecilia  Faustina de Chaves. Le sucedió su hijo:
- Fernando  de Boixadors y Rocabertí (1745-29 de enero de 1801), IX conde de Perelada,[2] VIII marqués de Anglesola, vizconde de Rocabertí.

Casó, el 5 de julio de 1769, con Teresa de Palafox. Sin descendientes, le sucedió su sobrina, biznieta del octavo conde de Perelada:
- Juana Ignacia de Boixadors y Rocabertí (m. 17 de agosto de 1862), X condesa de Perelada,[2] condesa de Zavellá, IX marquesa de Anglesola y vizcondesa de Rocabertí.[3] Era hija de Juan Antonio de Pax-Boixadors y de Verí, barón de Bunyolí, y de Teresa Cotoner y Despuig.[3]

Casó, el 4 de diciembre de 1801, con Antonio María Dameto y Crespí de Valldaura, X marqués de Bellpuig. Le sucedió su hijo:
- Francisco Javier de Rocabertí de  Dameto y Boixadors, también llamado Francisco Javier de Boixadors Rocabertí y Dameto (m.26 de marzo de 1875), XI conde de Perelada, XI marqués de Bellpuig, vizconde de Rocabertí.

Casó, en 1831, con Margarita de Verí y de Salas. Le sucedió su hijo:
- Tomás de Rocabertí-Boixadors Dameto y de Veri, (1840-20 de enero de 1898), XII conde de Perelada,[2] XII marqués de Bellpuig, conde de Zavellá y vizconde de Rocabertí.[3]

Sin descendencia, le sucedió su hermana:
- Juana Adelaida de Rocabertí y Dameto, también llamada Juna Dameto Boixadors y Rocabertí (1834-1899), XIII condesa de Perelada,[2] XIII marquesa de Bellpuig, vizcondesa de Rocabertí.[3]

Casó, el 4 de octubre de 1856, con Ramón de Despuig y de Fortuny, VII conde de Montenegro y  conde de Montoro. Le sucedió un sobrino biznieto de la décima condesa de Perelada:
- Juan Miguel de Sureda y de Verí (1850-15 de marzo de 1912), XIV conde de Perelada,[2] VI marqués de Vivot, VIII conde de Zavellá, vizconde de Rocabertí.[3]

Casó, el 30 de noviembre de 1876, con Bárbara Fortuny y Verí. Le sucedió su hija:
- María Josefa Sureda y Fortuny (1879-antes del 23 de febrero de 1955), XV condesa de Perelada[2] y IX condesa de Zavellá.

Contrajo matrimonio, el 15 de julio de 1905, con Pedro de Montaner y Gual. Le sucedió su hijo:
- Antonio de Montaner y Sureda (m. 30 de diciembre de 1979), XVI conde de Perelada[2] y VIII marqués de Vivot.

Casó con Margarita Cerdá y Cifre. Le sucedió su hijo:
- Pedro de Montaner y Cerdá (n. en 1942), XVII conde de Perelada,[2] vizconde de Rocabertí.

Casó, el 9 de enero de 1970, con Antonia Ferrer Riera.